# ヴァール
ヴァール（古ノルド語: Vár）は、北欧神話に登場するアース女神の一人で、誓いの女神。その名も「誓い・誓約」という意味である。
13世紀の『スノッリのエッダ』に初めて現れるが、ヴァールは9番目のアース女神に挙げられている。第一部『ギュルヴィたぶらかし』によると、彼女は誓いを破った者に罰を与える。また、取り決めを「ヴァーラル」と呼ぶのは彼女の名に由来している。